# Bored Ape Yacht Club
Il Bored Ape Yacht Club (BAYC) o Bored Ape è una collezione di 10.000 non-fungible token rilasciata sul mercato da Yuga Labs nel 2021.
L'NFT raffigura dei disegni di scimmie annoiate con dei tratti specifici, dal look ai colori, all’espressione e agli accessori. I disegni sono tutti unici e sono generati attraverso un algoritmo che combina diverse caratteristiche.

## Storia
Al momento della loro creazione le Bored Ape vennero vendute a 0,08 ETH (circa 200 dollari), ma la Yuga Labs si garantì anche una commissione del 2,5% su tutti gli scambi che, al settembre 2022, hanno generato transazioni per oltre 2,4 miliardi di dollari.
Il sempre maggior costo, insieme con l'esclusività dovuta al numero limitato, ha trasformato in pochissimi mesi le Bored Ape in una sorta di status symbol tanto da guadagnare l'attenzione di diversi personaggi famosi che hanno iniziato ad acquistarle. Tra le celebrità più famose ad aver acquistato una Bored Ape ci sono Jimmy Fallon, Neymar, Stephen Curry, Snoop Dogg, Gwyneth Paltrow, Shaquille O'Neal, Justin Bieber, Timbaland, Paris Hilton ed Eminem.
Il valore delle Bored Ape ha inevitabilmente portato a degli atti criminosi al fine di prenderne il possesso così nel dicembre 2021 il gallerista newyorkese Todd Kramer si è visto rubare dal suo portafoglio digitale una quindicina di Bored Ape per un valore stimato di due milioni di dollari e  nel giugno 2022 l'account Discord del Bored Ape Yacht Club è stato violato, provocando perdite stimate in 360.000 dollari.
Nel 2022, e più marcatamente nel 2023, si è però assistito ad una rapidissima svalutazione delle Bored Ape con notevolissime perdite di valore, tali da assumere i connotati della bolla speculativa o di uno schema Ponzi.